# Machmalauter Live

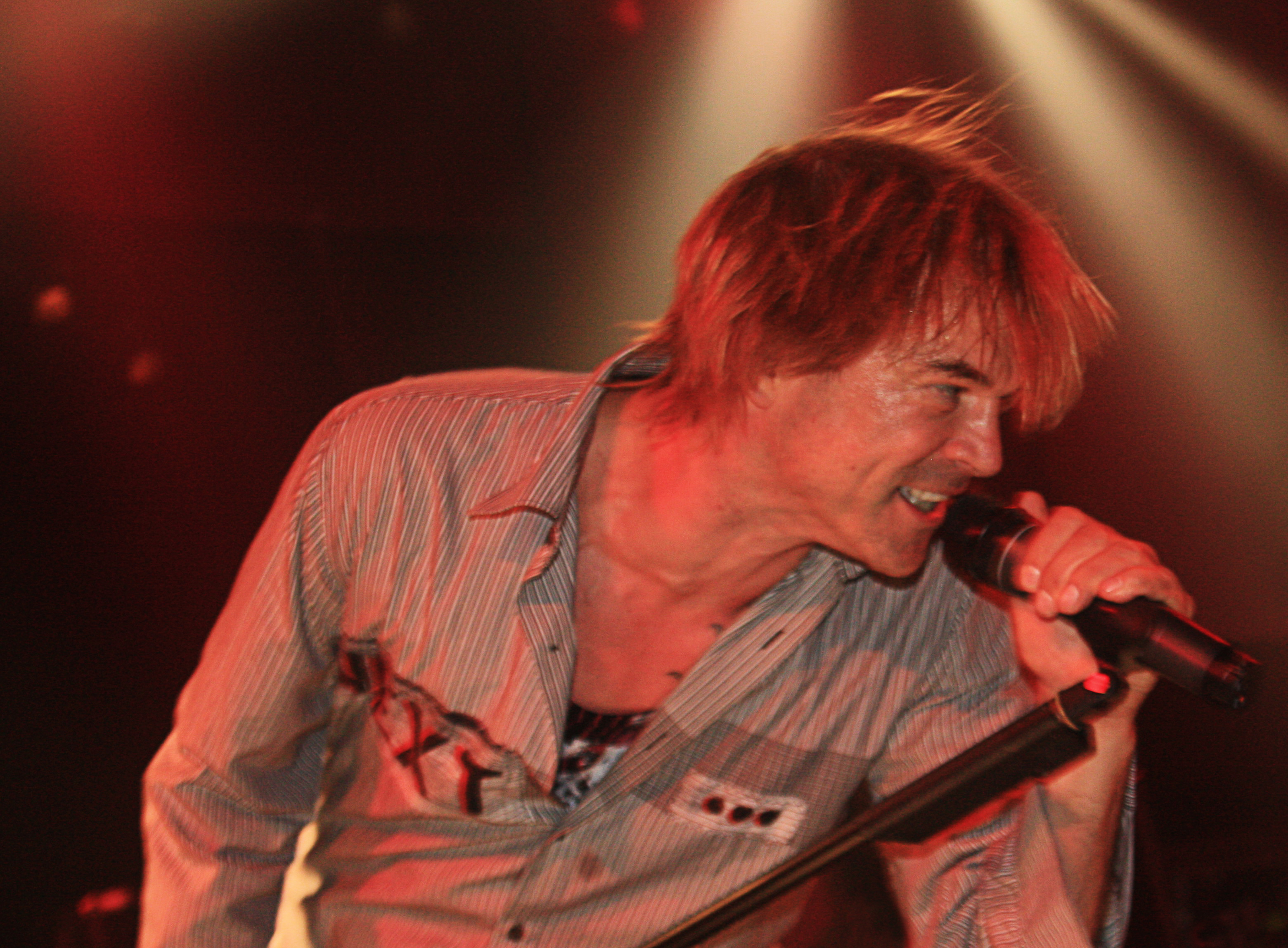
Campino en un concierto en Barcelona en 2009.

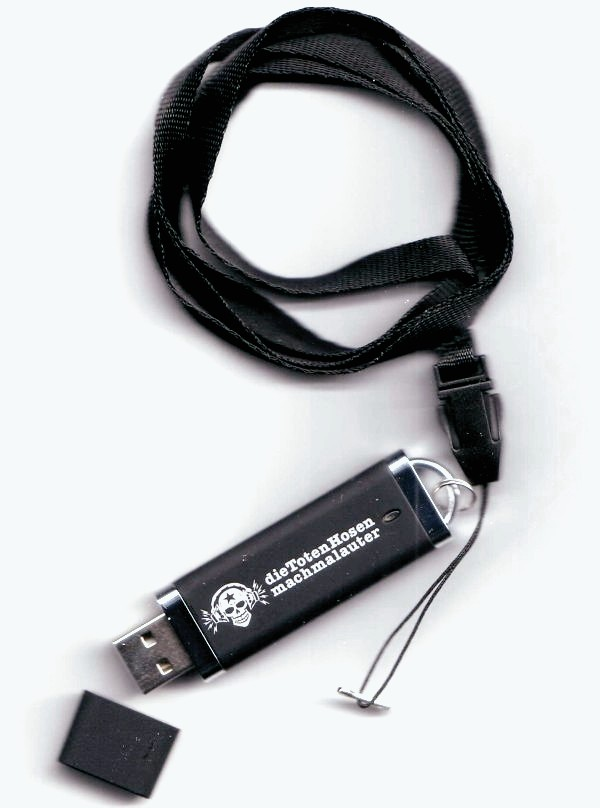
Los conciertos de la gira Machmalauter también fueron lanzados al mercado en formato digital, vía descarga o dentro de una memoria USB.

Machmalauter Live ('contracción de la frase mach mal lauter, traducible del alemán como 'sube el volumen') es el título del cuarto álbum en vivo del grupo alemán de punk rock Die Toten Hosen. Se grabó durante los conciertos de la gira homónima que el grupo realizó entre el 9 de noviembre de 2008 y el 5 de septiembre de 2009, y que les llevó por recintos de Alemania, Austria, Suiza, Luxemburgo, Argentina, Polonia, Rusia y España, entre otros países. El álbum se lanzó al mercado el 27 de noviembre de 2009 en formato de doble CD, más una edición limitada en formato de doble vinilo. 
Para acompañar al disco se grabaron dos conciertos en DVD. El primero es el del 28 de agosto de 2009 en la Waldbühne de Berlín; en él actuaron como artistas invitados Arnim Teutoburg-Weiß, líder de la banda Beatsteaks, y Birgit Minichmayr, que cantó el tema Auflösen a dúo con Campino. El segundo concierto grabado en vídeo sólo se lanzó al mercado en la edición especial Die volle Dröhnung; se trata de una actuación en la sala SO36 de Berlín el 2 de septiembre de 2009 en la que Die Toten Hosen tocaron canciones del repertorio de sus primeros años.
A fecha de octubre de 2010, se han lanzado dos sencillos extraídos de Machmalauter Live: Pushed Again y Der letzte Kuss. El disco ha alcanzado la tercera posición en la lista de ventas de álbumes de Alemania.

## Lista de canciones
CD 1:
1. Strom ("Corriente")– 2:58
2. Du lebst nur einmal ("Sólo vives una vez") – 1:58
3. All die ganzen Jahre ("Todos estos años") – 3:09
4. Innen ist alles neu ("Por dentro está todo nuevo") – 3:06
5. Auswärtsspiel ("Partido como visitante") – 2:43
6. Disco – 3:04
7. Madelaine (aus Lüdenscheid) ("Madelaine (de Lüdenscheid") – 3:45
8. Alles was war ("Todo lo que fue") – 3:10
9. Cokane in my Brain ("Cocaína en mi cerebro") – 3:25 versión de Dillinger
10. Wünsch Dir was ("Desea algo") – 4:29
11. Teil von mir ("Parte de mí") – 2:51
12. Bonnie & Clyde – 4:00
13. Liebeslied ("Canción de amor") – 4:27
14. Alles aus Liebe ("Todo por amor") – 3:49
15. Nur zu Besuch ("Sólo de visita") – 4:26

CD 2:
1. Pushed Again ("Otra vez empujado") – 3:27
2. Steh auf, wenn Du am Boden bist ("Levántate si estás en el suelo") – 3:17
3. I Fought the Law ("Luché contra la ley") – 2:43 versión de The Crickets
4. Hier kommt Alex  ("Aquí viene Alex")– 3:55
5. Schönen Gruss, auf Wiederseh’n ("Un saludo, hasta luego") – 4:26
6. Tauschen gegen Dich ("Cambiar por ti") – 3:17
7. Der letzte Kuss ("El último beso") – 3:03
8. Sascha ... ein aufrechter Deutscher ("Sascha... todo un alemán") – 2:46
9. Opel-Gang Medley ("Popurrí Opel-Gang") – 7:19
10. Der Bofrost Mann ("El hombre Bofrost") – 2:43
11. Freunde ("Amigos") – 4:40
12. Bayern – 4:16
13. Zehn kleine Jägermeister ("Diez pequeños Jägermeister") – 3:35
14. You’ll Never Walk Alone ("Nunca caminarás solo") – 4:11